# Neomilichia caternaultii
Neomilichia caternaultii là một loài bướm đêm trong họ Noctuidae.